# 논산반월초등학교
논산반월초등학교는 대한민국 충청남도 논산시에 있는 공립 초등학교이다.

## 학교 연혁
- 1942년 5월 16일 논산남공립국민학교 개교(설립인가 4월 30일)
- 1945년 9월 1일 논산제2공립국민학교로 개칭
- 1949년 5월 1일 논산반월국민학교 개칭
- 1955년 5월 16일 취암국민학교로 분리 개교
- 1996년 3월 1일 논산반월초등학교로 개칭
- 2022년 12월 30일 제78회 졸업(27명, 총 13,658명)
- 2023년 3월 1일 7학급 편성(일반학급6, 특수학급1)

## 참고 자료
- 논산반월초등학교 - 한국교육학술정보원 학교알리미